# Словацький монумент

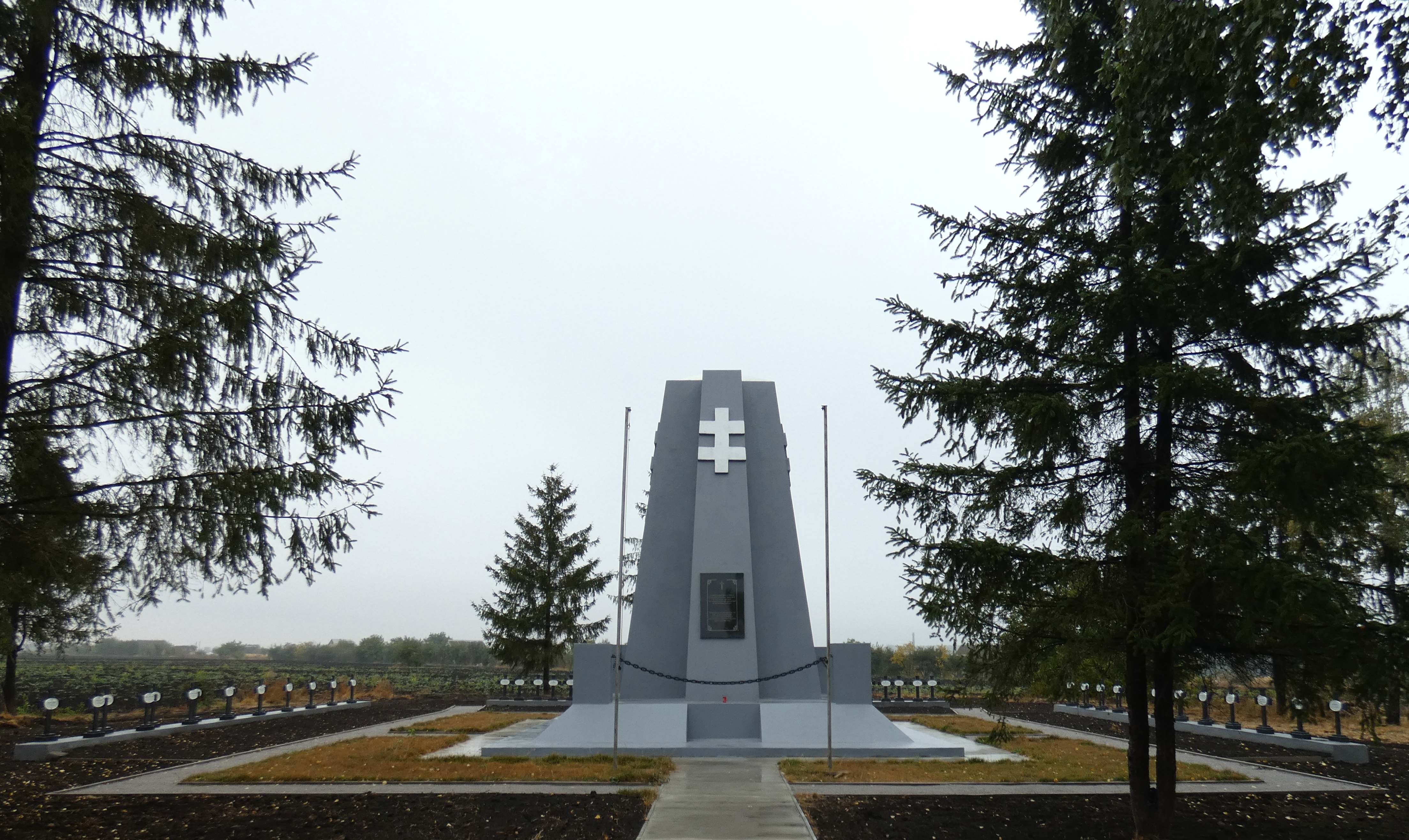
Словацький монумент

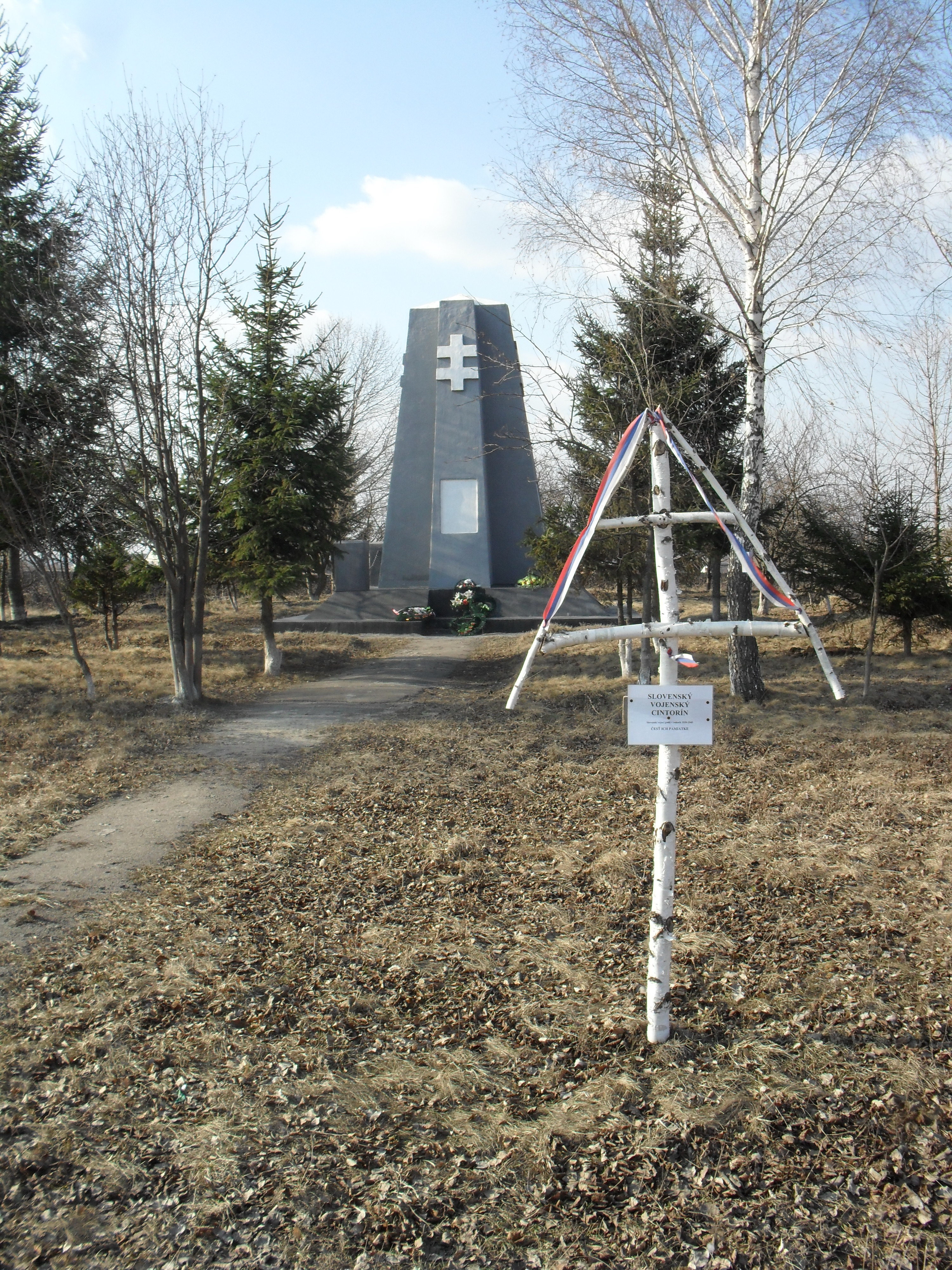
Словацький монумент у 2012 році

Словацький монумент — пам'ятник у місті Липовець словацьким воякам, загиблим під час Другої світової війни. Пам'ятка історії Вінницької області місцевого значення.

## Опис
Монумент, який являє собою шестиметровий гранітний обеліск оригінальної конструкції, розташований при в'їзді до міста Липовець та є єдиним такого роду пам'ятником на території України.

## Історія
22 липня 1941 р. на Липовеччині відбувся один з перших контрударів Червоної армії проти Вермахту. В ході цієї операції частинами 6-ї та 12-ї радянських армій була розгромлена словацька мотобригада, що воювала в складі 17-ї німецької армії. Саме тут був здійснений перший перехід словаків на бік Червоної армії, що згодом привело до створення Чехословацької окремої бригади. Словацькі вояки потрапили під сильний перехресний радянський та німецький вогонь, та зазнали великих втрат убитими і пораненими. Це були найбільші втрати словацької армії протягом одного дня за всю війну. Наступного дня радянський контрнаступ був відбитий. Загиблих словаків поховали у великій братській могилі на місці їх останнього бою.
Протягом 1941–1943 рр. сюди з усієї території СРСР звозили всіх загиблих словацьких вояків. Поховання продовжувались і по закінченні війни, коли в липовецькій землі знаходили останки словацьких солдатів. Так останки п'ятьох словаків було тут поховано у 2010 році. Їх кістки разом з гранатами та патронами викопали екскаватором під час прокладення водогону у Липовці. Те, що загиблі були словаками — визначили за черевиками. Жодного жетону, за яким можна було розпізнати, кому належать останки, знайдено не було.
Всього за словами місцевих мешканців, у братській могилі поховано близько шестисот словацьких воїнів.
Монумент був зведений словацькими майстрами 1942 року. На його відкриття навіть приїхав президент Словаччини Йозеф Тисо. За радянських часів пам'ятник дещо поруйнували, надавали команду підірвати. Липовчани розділилися на два табори — ті, котрі нормально ставляться до могили солдатів ворожої армії та ті, хто проти її перебування на Липовецькій землі. Якось на могилах навіть хрести позрізали.
У 1996, 2006 і 2011 роках в Липовці відбулися міжнародні акції пам'яті і примирення, символом чого став відновлений Словацький монумент. Деякі липовчани отримали спеціальні нагороди від Посольства Словаччини за «шефство» над братською могилою.